# Doulaincourt-Saucourt
Doulaincourt-Saucourt ist eine französische Gemeinde mit 753 Einwohnern (Stand 1. Januar 2022) im Département Haute-Marne in der Region Grand Est. Sie gehört zum Arrondissement Saint-Dizier und zum Kanton Bologne.

## Geographie
Doulaincourt-Saucourt liegt am Rognon, etwa 25 Kilometer nordnordöstlich von Chaumont. Umgeben wird Doulaincourt-Saucourt von den Nachbargemeinden Vaux-sur-Saint-Urbain im Norden, Domremy-Landéville im Norden und Nordosten, Épizon im Osten, Roches-Bettaincourt im Osten und Südosten, Vouécourt im Süden und Südwesten, Froncles im Westen, Gudmont-Villiers im Westen und Nordwesten sowie Donjeux im Nordwesten.

## Bevölkerungsentwicklung
| Jahr                       | 1962 | 1968 | 1975 | 1982 | 1990 | 1999 | 2006 | 2019 |
| -------------------------- | ---- | ---- | ---- | ---- | ---- | ---- | ---- | ---- |
| Einwohner                  | 931  | 961  | 1242 | 1218 | 1135 | 1003 | 968  | 790  |
| Quellen: Cassini und INSEE |      |      |      |      |      |      |      |      |

## Sehenswürdigkeiten
- Kirche Saint-Martin, seit 1990 Monument historique
- Kirche Saint-Rémy in Saucourt aus der zweiten Hälfte des 18. Jahrhunderts

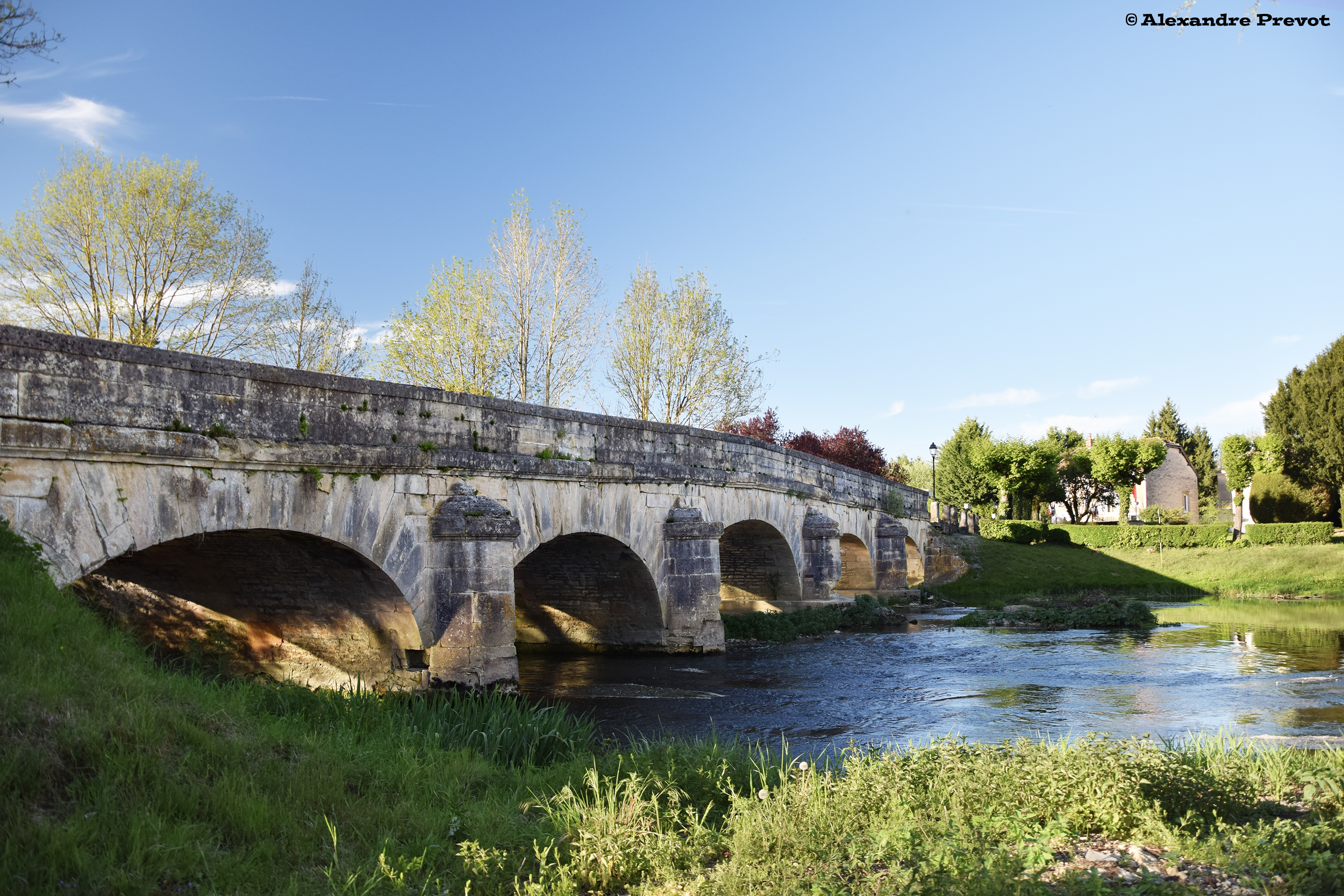
Brücke über den Rognon

- Schleuse von Saucourt